# تعليم منزلي
التعليم المنزلي أو ما يعرف بالدراسة المنزلية هو تعليم الأطفال في المنزل بدلا من الدراسة في المدارس التقليدية الحكومية أو الأهلية. وعادة ما يتولى عملية التعليم في المنزل أحد الأبوين أو مدرس خصوصي. وفي الغالب إن العديد من الأسر التي تبدأ بنظام مدرسي تقليدي في المنزل تغيره إلى نظام أقل رسمية وطرق أكثر فعالية للتعليم خارج المدرسة.
وكان معظم الأطفال قبل استحداث قوانين الالتحاق الإلزامي بالمدارس يتلقون تعليمهم من قبل الأسرة أو أفراد المجتمع. ويعد التعليم المنزلي بمعناه الحديث خيارَا قانونيا بديلا عن الالتحاق بالمدارس الحكومية أو الأهلية في عدة دول. بينما يعد في دول أخرى أمرًا غير قانوني أو مقيد بحالات معينة. ووفقًا لبرنامج الاستطلاعات الأمريكية الوطنية للتعليم المنزلي (US National Household Education Surveys) إن ما يقارب ثلاثة في المئة من الأطفال في الولايات المتحدة تلقوا تعليمهم في المنزل خلال العام الدراسي 2011 و 2012, أما في عام 2016 قد بلغ عددهم قرابة 2.3 مليون. كما أظهرت الدراسات أن 83 في المئة من هؤلاء الأطفال من العرق الأبيض، و 5 في المئة من العرق الأسود، و 7 في المئة من أصول أسبانية، و 2 في المئة آسيويين أو سكان جزر المحيط الهادي.

## دوافع التعليم المنزلي

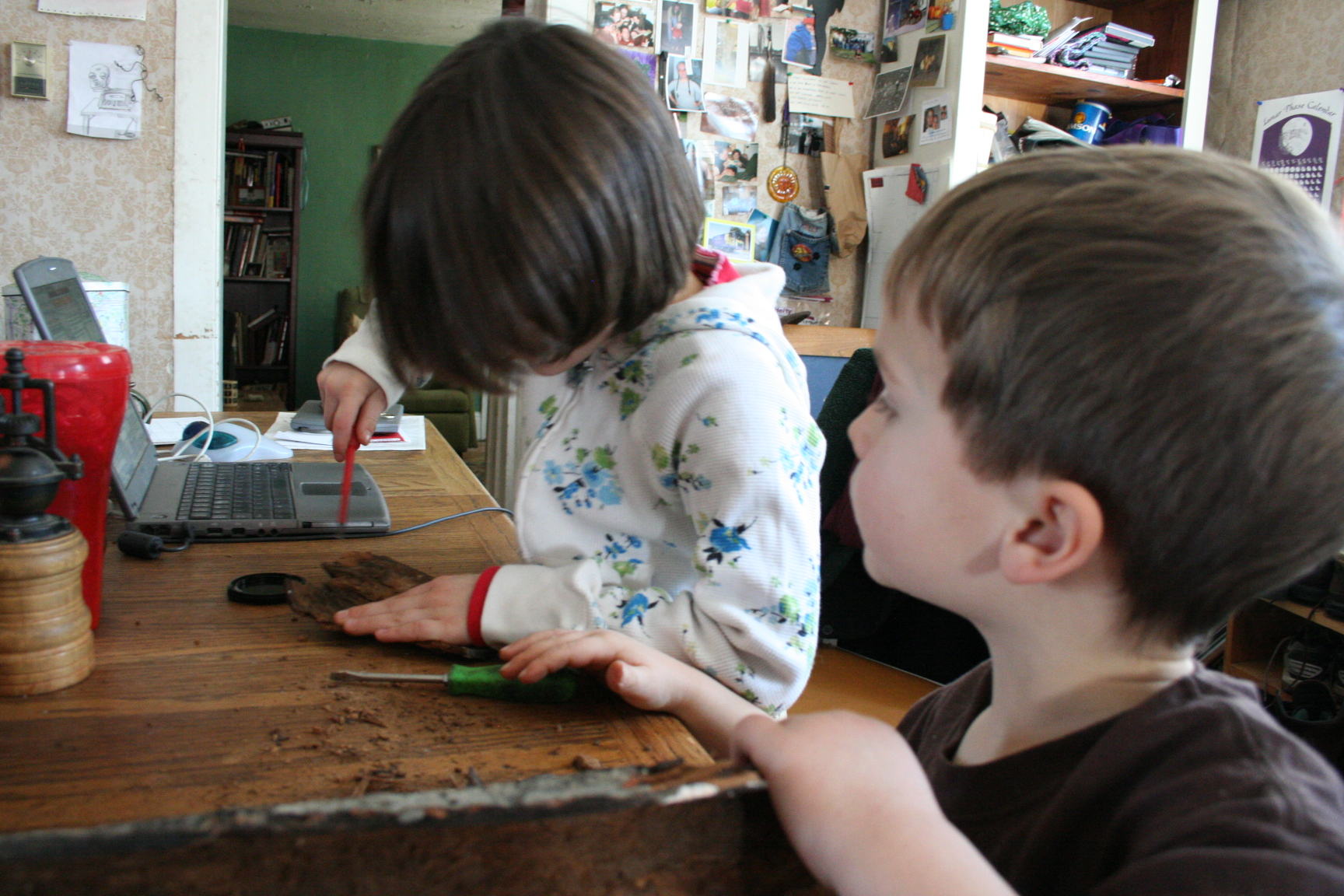
تعليم منزلي

ويشير الآباء إلى أنه ثمة دافعين أساسيين لتعليم أطفالهم في المنزل: عدم الرضا عن المدارس المحلية والرغبة في زيادة مساهمتهم في عملية تعليم أطفالهم وتطورهم. ويتثمل عدم رضا الآباء عن المدارس المتاحة في مخاوفهم حول البيئة المدرسية، وجودة التعليم الأكاديمي والمناهج الدراسية، وظاهرة التنمر بين الطلاب، بالإضافة إلى عدم ثقتهم في قدرة المدرسة على تلبية الاحتاجات الخاصة للطفل. كما يعمد بعض الآباء إلى طريقة التعليم المنزلي حتى يمنحهم مزيدا من التحكم في المحتوى الذي يدرس لأطفالهم وفي كيفية تعليمهم، فبإمكانهم تدريس تعاليم دينية أو أخلاقية معينة. كما يرون أنه يتناسب أكثر مع القدرات الفردية للطفل ومواهبه كما ينبغي، بالإضافة إلى فعالية أسلوب التعليم الفردي (واحد لواحد) المستخدم في هذه الطريقة. فالتعليم المنزلي يعطي الطفل مزيدَا من الوقت ليقضيه في الأنشطة الطفولية والتنشئة الاجتماعية والتعلم الغير أكاديمي.
وقد يكون التعليم المنزلي أحد العوامل في اختيار أسلوب الوالدين في التربية. يعد التعليم المنزلي أحد الخيارات أمام الأسر التي تعيش في مناطق ريفية معزولة، أو التي تكون بالخارج لفترة مؤقتة، أو الأسر كثيرة السفر. والكثير من الرياضيين والممثلين والموسيقيين الناشئين يتلقون تعليمهم في المنزل لأنه أكثر توافقا مع جداول التدريب والممارسة. وقد يتمحور التعليم المنزلي حول الإرشاد والتدريب المهني حيث يستمر المعلم أو المدرس الخصوصي مع الطفل لعدة سنوات مما يمكنه من معرفته حق المعرفة. وجدير بالذكر أن انتشار التعليم المنزلي في الولايات المتحدة ازداد مؤخرا، فنسبة الأطفال الذين يتلقون تعليمهم في المنزل من عمر 5 إلى 17 سنة ارتفعت من 1.7% في عام 1999 إلى 3% في عام 2011-2012.
يمكن أن يلجأ الآباء للتعليم المنزلي كتعليم تكميلي وكوسيلة لمساعدة الطفل على التعلم في ظل ظروف معينة. كما قد يشير هذا المصطلح إلى التعليم في المنزل تحت إشراف مدارس المراسلة أو مدارس متخصصة في الإشراف على التعليم المنزلي. وفي بعض البلدان يُلزَم الراغبين في التعليم المنزلي بموجب القانون بمنهج دراسي معتمد. بينما يطلق أحيانا على التعليم المنزلي بدون منهج دراسي معين بـ«اللامدرسية», وهو مصطلح استحدثه المؤلف والمربي الأمريكي جون هولت في مجلته "Growing Without Schooling". ويؤكد هذا المصطلح على فكرة تلقائية البيئة التعليمية وعدم تقيدها بنظام معين حيث أن اهتمامات الطفل هي من توجه طلبه للمعرفة. وفي بعض الحالات يتم اعتماد تعليم الفنون السبعة المتحررة والتي تشمل العلوم الثلاث الأساسية (النحو والبلاغة والمنطق) والعلوم الأربعة (الحساب والهندسة الرياضية والموسيقى وعلم الفلك).

## المنهجية
تتبع المدارس المنزلية العديد من الأساليب والمناهج المتنوعة. فتختلف الأسر في اختيار الأسلوب المتبع وذلك لعدة أسباب كدراسة الأبوين، أو شؤون مالية، أو فلسفات تربوية، أو الخطط التعليمية المستقبلية، أو مكان العيش، أو التجربة التعليمية السابقة للطفل، أو اهتمامات الطفل ومزاجه. وتجسد كل من هذه الأساليب فلسفات ونماذج تربوية مختلفة. وتشمل بعض الأساليب المستخدمة الأسلوب الكلاسيكي (ويشمل تعليم العلوم الثلاث الأساسية (النحو والبلاغة والمنطق) والعلوم الأربعة (الحساب والهندسة الرياضية والموسيقى وعلم الفلك) وأسلوب تشارلوت ميسون، وأسلوب مونتيسوري، ونظرية الذكاءات المتعددة، وأسلوب اللامدرسة، وأسلوب ولدورف، وأسلوب الوحدات الدراسية، وتدريس مناهج معدة بواسطة مدارس خاصة أو دور نشر صغيرة، وأسلوب التدريب المهني، والتعلم عن بعد (سواء عن طريق الإنترنت أو المراسلة) وغيرها الكثير.
كما أن بعض هذه الطرق تستخدم في المدراس الحكومية والأهلية، إذ أن البحوث والدراسات التربوية تؤيد تطبيقها. فالعديد من الأبحاث ونظريات التعلم تؤيد أسلوب اللامدرسية والتعلم الفطري وأسلوب تشارلوت ميسون ومونتيسوري وولدورف والتدريب المهني وأسلوب الوحدات الدراسية، وتؤيد جزئيا الأساليب الأخرى.
اختيار طريقة التعليم التي تتناسب مع الطالب تعزز مستواه التعليمي وأسلوبه واهتماماته. ومن الطبيعي أن تجرب الأسرة أكثر من أسلوب إلى أن تكتشف الطريقة الأمثل والأنسب للطالب حسب سنه وظروفه. وتعمد الكثير من الأسر إلى الأسلوب الانتقائي حيث تختار ما تراه مناسبا من عدة أساليب.
أما بالنسبة لمصادر المناهج والكتب الدراسية، فتظهر نتائج دراسة «التعليم المنزلي في الولايات المتحدة في عام 2003(Homeschooling in the United States: 2003)»  أن 78% استغلوا المكتبة العامة، وما يقارب النصف استعملوا مناهج وكتب تعدها مؤسسات خاصة بالتعليم المنزلي، و 37% من الكنيسة أو غيرها من المؤسسات دينية، و 23% من المدارس الحكومية المحلية. كما استعمل 41% نوعا من التعليم عن بعد، وحوالي 20% من التلفاز أو الفيديوهات أو إذاعة الراديو، و 19% عن طريق شبكة الإنترنت أو البريد الإلكتروني أو الشبكة العالمية، كما انضم 15% في دورات تدريبية عن طريق المراسلة بالبريد مصصمة خصيصا للمتعلمين في المنزل. وتختلف المتطلبات القانونية للمناهج والمواظبة بين التقسيمات السياسية (بين الولايات والمقاطعات مثلا).

### أسلوب الوحدات الدراسية
فكرة أسلوب الوحدات الدراسية هي أن يدرس المتعلم المواد المختفلة من رياضيات وعلوم وتاريخ وفن وجغرافيا وغيرها التي تدور حول موضوع واحد فقط كالهنود الحمر مثلا أو روما القديمة أو الحيتان. فعلى سبيل المثال لو كانت الوحدة الدراسية عن الهنود الحمر فإنها قد تشمل دروسًا ومشاريعًا مناسبة لعمر الطالب تعلِّم الأدب (أساطير الهنود الحمر), والكتابة (تقرير عن أحد الهنود الحمر المشهورين), والمفردات (كلمات إنجليزية أصلها لغة الهنود الحمر), والفن والحرف (الفخار وأعمال الخزف والرسم بالرمل وصناعة الأخفاف), والجغرافيا (المواقع الأصلية للقبائل في الأمريكيتين), والعلوم الاجتماعية (ثقافات القبائل المختلفة), والعلوم (النباتات والحيوانات التي يسخدمها الهنود الحمر).
ويمكن للأبوين شراء الوحدات الدرسية أو إعدادها بأنفسهم. ويعد أسلوب الوحدات الدراسية فعال لتدريس مراحل دراسية متعددة في نفس الوقت، حيث يمكن تعديل مستوى الصعوبة ليتناسب مع قدرة كل طالب.
كما يعد «التعليم الموضوعي المدمج» نموذج موسع لأسلوب دراسة الوحدات، حيث يُستخدم موضوع أساسي واحد يُدمج في المناهج الدراسية ومع انتهاء العام الدراسي يكون لدى الطلاب فهم عميق لموضوع أو فكرة معينة واسعة.

### منهج الكل في واحد
منهج الكل في واحد هو أحد الطرق المستخدمة في التدريس المنزلي حيث تكون المناهج والواجبات مشابهة لتلك المستخدمة في المدارس الحكومية والأهلية أو مطابقة لها، وتعرف هذه الطريقة بمسميات مختلفة مثل «المدرسة في المنزل», و«النهج التقليدي», و«المدرسة في صندوق», و«النهج الهيكلي». وتباع هذه المناهج إما كحزمة كاملة حسب المرحلة الدراسية، أو كل مادة على حدة. وتحتوي الحزمة الدراسية على كل ما قد يحتاجه المتعلم من كتب ومواد ووصول للإنترنت للاختبار عن بعد، ونماذج لاختبارات تقليدية، ومفاتيح الإجابات، بالإضافة إلى دليل إرشادات شامل للمعلم. وتغطي المواد نفس المواضيع التي تغطيها مناهج المدارس الحكومية مما يسهل العودة للالتحاق بالنظام المدرسي. وتعد هذه الطريقة من بين الخيارات الأكثر كلفة في التعليم المنزلي، إلا أنها سهلة الاستخدام وتتطلب إعدادا أقل. كما أن بعض المناطق توفر المواد الدراسية المستخدمة في المدارس المحلية للراغبين في التعلم بالمنزل. وإن شراء برنامج دراسي كامل مع ملحقاته من جهة معتمدة مختصة بتوفير مناهج التعليم عن بعد قد يمكِّن الطلاب من الحصول على شهادة مرحلة ثانوية معتمدة.

### أسلوب اللامدرسة والتعلم الفطري
يشير مصطلح «التعلم الفطري» إلى نوع من أنواع «التعلم عند الطلب», حيث يبحث الطفل عن المعرفة اعتمادا على اهتماماته، وتكمن فعالية دور الوالدين في البحث عن المواقف التعليمية خلال اليوم، وتيسير القيام بالأنشطة والتجارب التي تهدف إلى تعليم الطفل دون الاعتماد الكبير على الكتب أو قضاء وقت طويل في عملية التلقين والتدريس. فدور الوالدين هو التأكيد بتقديم التغذية الراجعة الإيجابية ونمذجة المهارات اللازمة، ودور الطفل هو طرح الأسئلة والتعلم.
ويصف مصطلح «اللامدرسة» الذي استحدثه جون هولت، الأسلوب الذي لايتحكم الوالدان في توجيه تعليم الطفل، بل يتفاعلان مع الطفل كيفما قادته اهتماماته ويعطيانه حرية الاستكشاف والتعلم. ولا يدل مصطلح «اللامدرسة» على عدم تعليم الطفل، وإنما أنه لم يلتحق بالمدرسة أو لم يتلقى تعليمه تحت إملاءات مدرسية صارمة. كما أكد هولت على أن الأطفال يتعلمون من خلال تجارب الحياة، وشجع الآباء على أن يعيشوا حياتهم مع أطفالهم. فأسلوب «اللامدرسة» أو ما يعرف بالتعليم المنقاد بالاهتمامات أو بالطفل يسعى لاستغلال الفرص متى ما ظهرت في الحياة الحقيقية، والتي من خلالها سيتعلم الطفل دون إجبار. يتعلم الأطفال في المدرسة داخل صف يحتوي على حوالي 30 طالبا من معلم واحد أساسي واثنين آخرين مساعدَين. بينما يحظى الأطفال في المنزل بفرصة التعليم المفرد حيث يكرس المعلم اهتمامه لمتعلم واحد. وقد ينتفع الطفل الذي لم ينضم لنظام مدرسي رسمي من الكتب والتعليمات الصفية لكن لا يتمحور تعليمه حولها. ويؤكد هولت على أنه لا يوجد دليل معرفي معين يجب على الطفل أن يتبعه.
ويؤمن مؤيدو أسلوب اللامدرسة والتعلم الفطري بأن الطفل يتعلم أفضل من خلال التنفيذ، فقد يتعلم القراءة من أجل أن يوسع مداركه في التاريخ أو الثقافات الأخرى، وقد يتعلم مهارات الحساب من خلال إنشاء مشروع تجاري صغير أو المشاركة في إدارة الشؤون المالية للأسرة. كما قد يتعلم تربية الحيوانات الداجنة للحصول على ألبان الماعز ولحوم الأرانب، أو علم النباتات للعناية بحديقة المطبخ، أو علم الكيمياء لمعرفة كيفية عمل الأسلحة النارية ومحرك الاحتراق الداخلي، أو العلوم السياسية والتاريخية المحلية بمتابعة خلافات تقسيم المناطق أو النقاشات التاريخية. وفي حين أن أي متعلم منزليا قد يقوم بمثل هذه الأنشطة، فإن الطفل الذي يتعلم بأسلوب «اللامدرسة» يقوم بهذه الأنشطة التعليمية من تلقاء نفسه.
يعد جون تايلور قاتو أحد المؤيدين البارزين لأسلوب اللامدرسية، وهو مؤلف كتاب " Dumbing Us Down", وكتاب "The Exhausted School", وكتاب " A Different Kind of Teacher", وكتاب " Weapons of Mass Instruction". ويقول قاتو بأن التعليم الحكومي هو الأداة الأساسية التي تسيطر بها الدولة على الوعي، وهو بمثابة الصورة الأولية للمشروع الكامل وهو إنشاء نظام اجتماعي يفرض الطواعية للدولة ويقمع التفكير الحر أو المخالفة.

### التعلم الذاتي
التعلم الذاتي هي مدرسة تربوية ترى المتعلم على أنه فرد بإمكانه بل ينبغي أن يكون مستقلا، أي يكون مسؤولا عن وضعه التعليمي. يساعد التعليم الذاتي الطلاب على تطوير الوعي الذاتي والبصيرة والعملية وحرية القرار. فكل هذه الخصائص تخدم الطالب في مسيرة تعلمه الاستقلالية. ويقتبس أؤلئك الذين يعلمون أطفالهم في المنزل شيئا من أسلوب التعلم الذاتي. فتطبيق أسلوب التعلم الذاتي تطبيقا كاملا يعني أن الطفل عادة هو من يقرر نوع المشاريع التي يرغب بتنفيذها، بالإضافة إلى أي المواضيع والاهتمامات التي سيتوسع فيها. وفي التعليم المنزلي يمكن أن يستخدَم هذا الأسلوب كبديل للمواد الدراسية الاعتيادية كالحساب واللغة أو كإضافة لها. ووفقا لمنظمة التعليم المنزلي البريطانية "Home Education UK" فإن فلسفة التعلم الذاتي نشأت من نظرية المعرفة لكارل بوبر في كتابه "The Myth of the Framework: In Defence of Science and Rationality", والتي تطورت من المناظرات، وهي تسعى لدحض الفلسفة الماركسية الاجتماعية الجديدة للتقارب التي طرحتها مدرسة فرانكفورت (التي من أعلامها ثيودور اندورنو، ويوقن هابرماس، وماكس هوركهايمر).

### تعاونيات التعليم المنزلي
تعاونية التعليم المنزلي عبارة عن مجموعة من الأسر المتعاونة التي تسلك نهج تعيلم أطفالها في المنزل. وتوفر مثل هذه التعاونيات للأطفال فرصة التعلم من الآباء الآخرين ذوي الخبرة في مجالات ومواد معينة. وتمنحهم أيضا فرصة التفاعل الاحتماعي مع الآخرين، فمثلا قد يأخذون دروسا جماعية أو يذهبون في رحلات ميدانية معاً. كما تنظم بعض التعاونيات أحداثا احتفالية كالحفلات الموسيقية وحفلات التخرج.
وبدأ المتعلمون في المنزل باستخدام التطبيقات والتقنيات الحديثة لمحاكاة تعاونيات مباشرة عبر الإنترنت، فبإمكانهم الدردشة ومناقشة المواضيع المختلفة في المنتديات، وتبادل المعلومات والنصائح فيما بينهم، بل وحتى والانضمام إلى فصول مباشرة عبر نظام البلاكبورد الذي يشبه الأنظمة التعليمية المستخدمة في الجامعات.

## النقد العام لنظام التعليم المنزلي
يعارض الكثير من المعلمين والمدارس فكرة التعليم المنزلي، بالرغم من أن الأبحاث أظهرت أن الأطفال الذين يتلقون تعليمهم في المنزل عادة ما يتفوقون في العديد من الجوانب الأكاديمية. فوفقا لدراسة أجريت على حركة المدارس المنزلية، حقق المتعلمون منزليًا نجاحَا أكاديميا وحصلوا على قبول في جامعات متميزة. كما تثبت الأدلة أن معظمهم انخرطوا في المجتمع انخراطا ملحوظا. ووفقا لرئيس المعهد الوطني لأبحاث التعليم المنزلي بريان راي فإن التنشئة الاجتماعية لا تعد مشكلة للأطفال الذين يتعلمون في المنزل، فالكثير منعهم يشارك في الألعاب الرياضية الجماعية والأنشطة التطوعية ومجموعات القراءة وتعاونيات التعليم المنزلي. كما أظهرت نتائج استفتاء غالوب أن موقف الشعب الأمريكي من التعليم المنزلي قد تغير تغيرا ملحوظا خلال العشرين سنة الماضية، ففي عام 1985 كانت نسبة المعارضين 73% , بينما في عام 2001 تراجعت النسبة إلى 54%. وقد كشفت نتائج استفتاء آخر أقيم في عام 1988 أن 53% ممن سئلوا عن ما إذا كان يحق للوالدين اختيار التعليم المنزلي لتدريس أطفالهم كانت إجابتهم بنعم.

## الوضع القانوني الدولي للتعليم المنزلي
يعد التعليم المنزلي خيارًا قانونيا في بعض الدول. وتعد كل من أستراليا وكندا ونيوزلندا وبريطانيا والمكسيك وتشيلي والولايات المتحدة من الدول التي يكثر فيها انتشار حركات التعليم المنزلي. وتجد في بعض الدول أن برامج التعليم المنزلي منظمة إلى حد كبير وكأنها امتداد لنظام التعليم الإلزامي، بينما في دول أخرى كالسويد وألمانيا ومعظم الدول الأوربية يعد التعليم المنزلي غير قانوني. أما البرازيل فهي تعمل على تشريع قانون يخص التعليم المنزلي. وفي حين أن التعليم المنزلي لايقيده القانون في بلدان أخرى إلا أنه غير مقبول اجتماعيًا أو غير مرغوب به، بل ويكاد أن يكون معدومًا.